# USS Lindsey (DM-32)
USS Lindsey (DD-771/DM-32/MMD-32) là một tàu khu trục rải mìn lớp Robert H. Smith được Hải quân Hoa Kỳ chế tạo trong Chiến tranh Thế giới thứ hai. Con tàu được đặt theo tên Thiếu tá Hải quân Eugene E. Lindsey (1902-1942), Chỉ huy Liên đội Ném ngư lôi 6 (VT-6) trên tàu sân bay USS Enterprise (CV-6), người đã tử trận khi dẫn đầu phi đội tấn công hạm đội đối phương trong Trận Midway và được truy tặng Huân chương Chữ thập Hải quân. Bị hư hại nặng do máy bay Kamikaze đánh trúng trong Trận Okinawa, nó được kéo về Hoa Kỳ để sửa chữa, nhưng cho xuất biên chế không lâu sau đó và bị bỏ không trong thành phần dự bị, cho đến khi bị rút đăng bạ và tháo dỡ năm 1970. Lindsey được tặng thưởng hai Ngôi sao Chiến trận do thành tích phục vụ trong Thế Chiến II.

## Thiết kế và chế tạo
Lindsey được đặt lườn, như là tàu khu trục DD-771 thuộc lớp Allen M. Sumner, vào ngày 12 tháng 9 năm 1943 tại xưởng tàu của hãng Bethlehem Steel Company ở San Pedro, California, và được hạ thủy vào ngày 5 tháng 3 năm 1944; được đỡ đầu bởi bà Eugene E. Lindsey, vợ góa Thiếu tá Lindsey. Nó được xếp lại lớp như một tàu khu trục rải mìn với ký hiệu lườn DM-32 vào ngày 19 tháng 7 năm 1944 trước khi nhập biên chế vào ngày 20 tháng 8 năm 1944 dưới quyền chỉ huy của Hạm trưởng, Trung tá Hải quân T. E. Chambers.

## Lịch sử hoạt động
Sau khi hoàn tất việc chạy thử máy tại vùng biển phía Nam California, Lindsey khởi hành từ San Francisco vào ngày 25 tháng 11 năm 1944, ghé qua Trân Châu Cảng và tiếp tục thực hành huấn luyện trước khi đi đến Ulithi vào ngày 3 tháng 2 năm 1945. Lên đường để tham gia trận Iwo Jima vào sáng ngày 8 tháng 2, nó đã hoạt động ngoài khơi Iwo Jima từ ngày 17 đến ngày 19 tháng 2, vô hiệu hóa sáu khẩu pháo đối phương và bắn hải pháo để hỗ trợ cho hoạt động của các tàu quét mìn. Nó quay trở về Ulithi vào ngày 23 tháng 2, và chuẩn bị cho chiến dịch đổ bộ tiếp theo lên Okinawa.

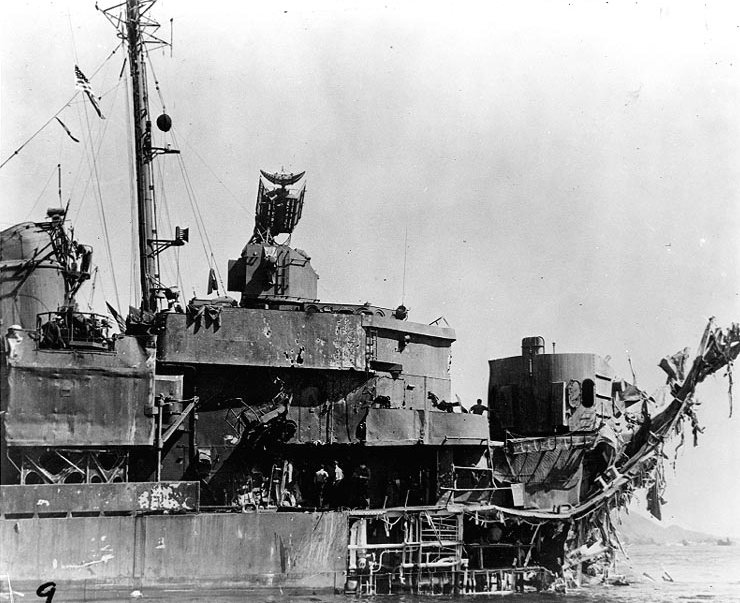
Những hư hại phía trước tàu và cấu trúc thượng tầng sau khi bị hai máy bay Kamikaze đâm trúng ngoài khơi Okinawa hai ngày trước đó, 12 tháng 4 năm 1945.

Khởi hành vào ngày 19 tháng 3, Lindsey đi đến ngoài khơi Okinawa vào ngày 24 tháng 3, và bắt đầu các hoạt động quét mìn các luồng ra vào bãi đổ bộ nhằm chuẩn bị cho cuộc đổ bộ. Sau khi binh lính Thủy quân Lục chiến đặt chân lên hòn đảo từ ngày 1 tháng 4, nó chuyển sang nhiệm vụ bắn phá các vị trí đối phương và giúp vận chuyển thương binh đến các tàu bệnh viện. Xế trưa ngày 12 tháng 4, nó chịu đựng một đợt tấn công cảm tử Kamikaze với số lượng lớn; pháo thủ trên tàu đã liên tiếp bắn trúng bảy máy bay tấn công tự sát, nhưng không ngăn được hai chiếc máy bay ném bom bổ nhào Aichi D3A "Val", vốn đã bị hư hại do hỏa lực phòng không và mất kiểm soát, đâm trúng chiếc tàu khu trục. Vụ nổ do chiếc "Val" thứ hai đã phá hủy khoảng 60 ft (18 m) phần mũi tàu. Chỉ có những nỗ lực kiểm soát hư hỏng và sự cơ động khéo léo chạy lui hết mức của Trung tá Chambers hạm trưởng đã giúp các vách ngăn còn lại chịu đựng được áp lực nước, không bị ngập nước các phòng nồi hơi và động cơ, và giúp con tàu không bị chìm. Tuy nhiên trận chiến đã khiến 57 người tử trận và 57 người khác bị thương.
Lindsey được kéo rút lui về Kerama Retto và ở lại đây trong hai tuần để sửa chữa những hư hại trong chiến đấu. Đến ngày 28 tháng 4, nó được kéo về Guam, và sau khi đến nơi vào ngày 6 tháng 5, được sửa chữa với một mũi tàu giả tạm thời. Nó khởi hành bằng chính động lực của nó vào ngày 8 tháng 7 cho hành trình quay trở về Hoa Kỳ, đi ngang qua và kênh đào Panama và về đến Norfolk, Virginia vào ngày 19 tháng 8.
Sau khi được sửa chữa tại Xưởng hải quân Norfolk, Lindsey khởi hành đi Charleston, South Carolina vào ngày 6 tháng 3, 1946, nơi nó được cho xuất biên chế vào ngày 25 tháng 5, 1946 và được đưa về Hạm đội Dự bị Đại Tây Dương. Tên nó được cho rút khỏi danh sách Đăng bạ Hải quân vào ngày 1 tháng 10, 1970.

## Phần thưởng
Lindsey được tặng thưởng hai Ngôi sao Chiến trận do thành tích phục vụ trong Thế Chiến II.